# Santa Magdalena de Cal Setó
Santa Magdalena de Cal Setó és una església de Pinell de Solsonès (Solsonès) inclosa a l'Inventari del Patrimoni Arquitectònic de Catalunya.

## Situació
Es troba a 2,3 km del nucli de Sant Climenç. Per anar-hi cal seguir la carretera asfaltada provinent de Solsona en direcció a ponent. A la sortida del poble hi ha bons indicadors. Al cap d'1,9 km. (41° 56′ 35″ N, 1° 24′ 01″ E / 41.942999°N,1.400290°E) es pren la desviació a l'esquerra (també indicat). Cal Setó està 400 metres més enllà, a la dreta. Aquesta carretera mena a Lloberola i a Biosca.

## Descripció

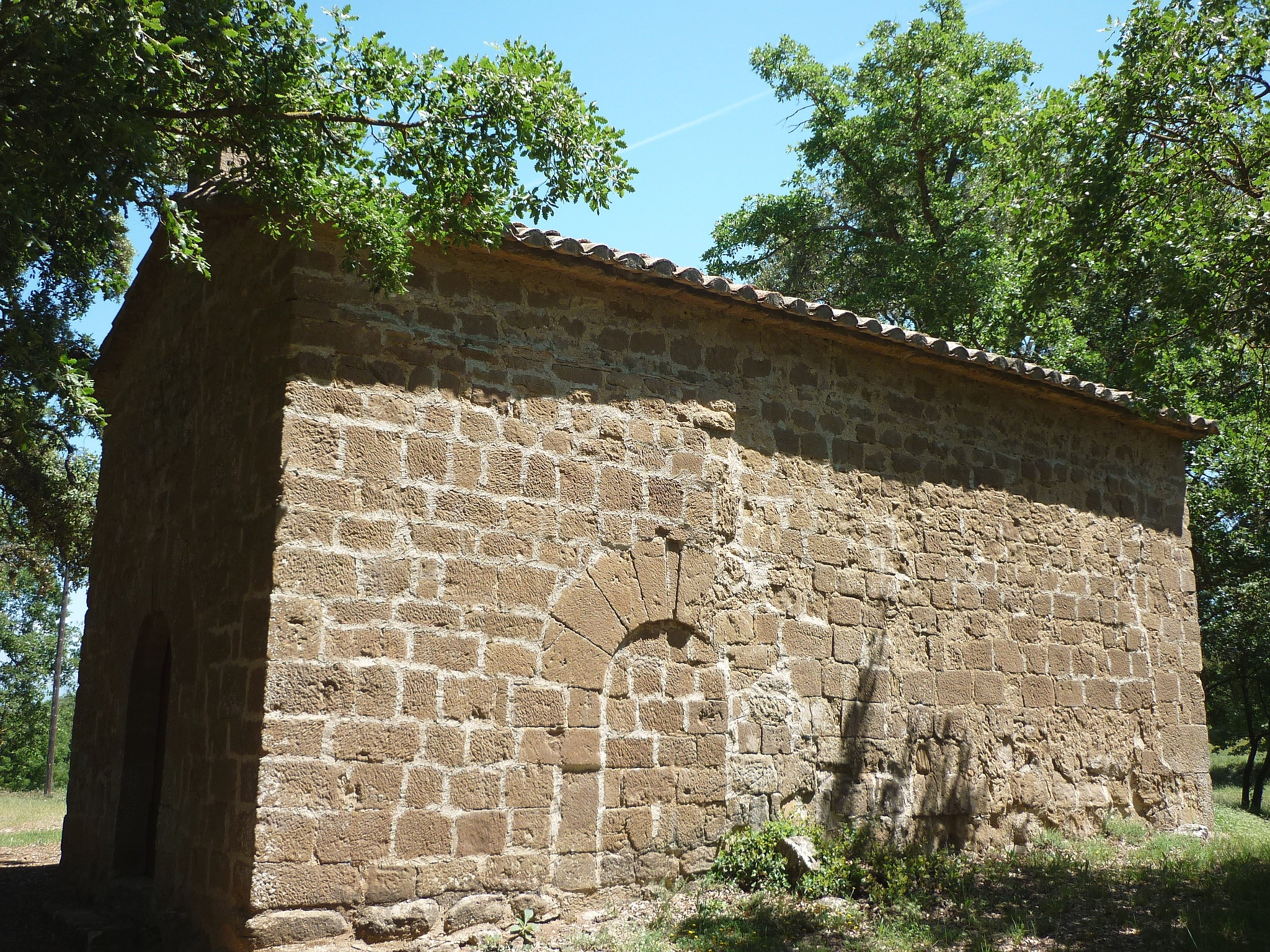
Porta primitiva tapiada

Ermita, dedicada a Santa Magdalena, particular de cal Setó.
És de petites dimensions i planta rectangular. Antigament la coberta interior era una volta de canó de pedra, que en enderrocar-se va ser substituïda per una coberta d'estructura de fusta a dues aigües, i amb una volta de guix pintada igual que les parets interiors. Al costat lateral dret es pot observar la porta d'entrada primitiva tapiada. La porta d'entrada que es fa servir en l'actualitat és d'arc de mig punt adovellat. A l'interior hi ha un altar molt decorat de principis del segle xx.